# ITERA Life-Sciences Forum
ITERA Life-Sciences Forum is een consortium waarin zich verschillende Europese en Amerikaanse universiteiten en onderzoekscentra hebben verenigd die op het terrein van stamcelonderzoek fundamenteel onderzoek verrichten. Bovendien nemen biotechnologische bedrijven deel die hun onderzoek en kennis richten op de verschillende wetenschappelijke terreinen met behulp van innovatieve technologieën. 
ITERA Life-Sciences Forum is een internationaal samenwerkingsverband op het gebied van de ontwikkeling rond cellijnen uitgaande van stamcellen. Door gebruik te maken van de nieuwste innovatieve technologieën onder andere nanotechnologie, image technieken worden cellen gekweekt teneinde een stabiele cellijn te bekomen en te bewaren voor therapeutische toepassingen. 
Aan het ITERA Life-Sciences Forum nemen acht experts van verschillende universiteiten deel die reeds meermalen lid geweest zijn van EU-commissies, die dergelijke projecten beoordelen.
Het bestuur van het ITERA Life-Sciences Forum bestaat uit wetenschappers en medici uit diverse vakgebieden van verschillende internationale universiteiten en biotechnologische bedrijven.